# Leucoloma candidum
Leucoloma candidum är en bladmossart som beskrevs av Brotherus in Voeltzkow 1908. Leucoloma candidum ingår i släktet Leucoloma och familjen Dicranaceae. Inga underarter finns listade i Catalogue of Life.